# John Jairo Tréllez
Pour les articles homonymes, voir Tréllez.
John Jairo Tréllez, né le 29 avril 1968 à Turbo (Colombie), est un footballeur colombien, qui évoluait au poste d'attaquant à l'Atlético Nacional, au FC Zurich, à Boca Juniors, à l'EC Juventude, à Al-Hilal FC, au Dallas Burn, au Hangzhou Greentown et à Bajo Cauca ainsi qu'en équipe de Colombie.
Tréllez marque trois buts lors de ses vingt-quatre sélections avec l'équipe de Colombie entre 1989 et 1994. Il participe à la Copa América 1987 et à la Copa América 1989 avec la Colombie.

## Carrière
- 1985-1989 : Atlético Nacional
- 1989-1991 : FC Zurich
- 1991-1994 : Atlético Nacional
- 1994 : Boca Juniors
- 1995-1996 : EC Juventude
- 1997-1998 : Al-Hilal FC
- 1999 : Dallas Burn
- 2001-2004 : Hangzhou Greentown
- 2005-2006 : Bajo Cauca    [1]

## Palmarès

### En équipe nationale
- 24 sélections et 3 buts avec l'équipe de Colombie entre 1989 et 1994.
- Troisième de la Copa América 1987.
- Participe à la Copa América 1989.

### Avec l'Atlético Nacional
- Vainqueur du Championnat de Colombie de football en 1991.
- Vainqueur de la Copa Libertadores en 1989.

### Distinctions personnelles
- Meilleur buteur du Championnat de Colombie de football en 1992.